# Якуба Каталпа
Тереза Яндова (на чешки: Tereza Jandová) е чешка писателка и художничка. Пише под псевдонима Якуба Каталпа (на чешки: Jakuba Katalpa).

## Биография и творчество
Тереза Яндова е родена на 23 септември 1979 г. в Пилзен, Чехословакия. Следва чехистика, медийни изследвания и психология Карловия университет в Прага, който завършва през 2005 г.
Прави литературния си дебют през 2000 г. със сборникът с разкази „Красива болка“ (Krásné bolesti), последван от сборника с разкази „История без име“ (Povídka beze jména) през 2003 г. Впоследствие започва да пише романи под псевдонима Якуба Каталпа, който избира – името Якуб поради популярността на мъжкото име Якуб, а фамилията Каталпа се отнася до вид широколистно дърво.
През 2006 г. е издадена новелата ѝ „Глината яде ли се?“ (Je hlína k snědku?). Тя е съставена от множество несвързани кратки глави, които се свързват едва в края Те представят живота на тридесетгодишната Нина, която се опитва да намери своя път в живота, в история представена с изключителна откритост, използвайки редуването на събития и времена. Книгата е номинирана за наградата „Магнезия Литера“ за откритие на годината.
Следващият ѝ роман „Горчиво море“ (Hořké moře) от 2008 г. е история разказана гледната точка на три различни по поколения жени, чиито съдби са преплетени на гражданско и емоционално ниво. Романът е номиниран за наградата „Иржи Ортен“ за млади писатели.
През 2012 г. е издаден романът ѝ „Немците. География на загубата“. Той разказва историята на чехкиня, живееща в Лондон, която пътува да търси отчуждената си германска баба, една история за съдбата на немско семейство, засегнато от ужасите на Първата и Втората световна война, във военните Судети и следвоенна Прага. Романът разглежда реалистично темата за отношенията между чехите и германците, за превратностите и истината и историята. За романа писателката черпи идеи от истории, които е слушала през детството си, което е прекарала в Судетите. Книгата е удостоена с наградата наградата „Йозеф Шкворецки“ и наградата „Чешка книга“.
През 2014 г. получава стипендия от Вишеградския фонд и е писател резидент в продължение на три месеца в Будапеща. Същата година получава и стипендия от чешкото Министерство на културата, както и после през 2018 г. През 2015 г. получава стипендия от Дома на литературата в Прага за немскоговорещи автори и твори един месец във Висбаден.
Романът ѝ „Бърлогата“ (Doupě) от 2017 г., подобно на романа ѝ „Горчиво море“, представя три отделни човешки съдби свързани със самота и безполезност, заболяване и лечение, семейна подкрепа и отчуждение, които се пресичат в Прага в един момент, а след това продължават в собствената си посока, един паралелизъм на човешките съдби.
През 2020 г. е издаден романът ѝ „Дъхът на Зузана“ (Zuzanin dech), който разказва историята на дъщерята на еврейски собственик на захарна фабрика по време на Холокоста, история за любовта и приятелството, които оцеляват във времената на ужасни събития.
Съпругът ѝ Ян Кубек също е писател.
Тереза Яндова живее със семейството си в Прага.

## Произведения

### Самостоятелни романи
- Hořké moře (2008)[1][2][3][4][5]
- Němci (2012) – награда „Йозеф Шкворецки“ и награда „Чешка книга“
Немците. География на загубата, изд. „Сонм“ (2015), прев. Добромир Григоров
- Doupě (2017)
- Zuzanin dech (2020)

### Сборници
- Krásné bolesti (2000)[1][2][3][4][5]
- Povídka beze jména (2003)

### Новели
- Je hlína k snědku? (2003)